# SMW United States Junior Heavyweight Championship
Le SMW United States Junior Heavyweight Championship que l'on peut traduire par championnat des États-Unis poids lourd junior de la SMW est un championnat de catch utilisé par la Smoky Mountain Wrestling (SMW) du 18 septembre 1993 au 30 juillet 1994. Ce championnat a pour but de mettre en valeur les catcheurs de la catégorie des poids lourd junior (moins de 100 kg).Il est créé le 18 septembre 1993 quand Bobby Blaze (en) se présente comme premier champion après avoir remporté un tournoi fictif à Columbus. De sa création jusqu'à l'abandon ce championnat a connu trois champions différents pour un total de sept règnes et a été vacant une fois.

## Histoire
Au cours de la diffusion de l'émission de la Smoky Mountain Wrestling (SMW) du 18 septembre 1993, Bobby Blaze (en) apparaît avec la ceinture de champion des États-Unis poids lourd junior de la SMW. Il déclare qu'il l'a remporté après avoir gagné un tournoi à Columbus où il aurait affronté Jackie Fulton (en) et Jushin Thunder Liger.
| # | Champion         | Règne | Date              | Durée             | Lieu                     | Notes                                                                          | Réf   |
| - | ---------------- | ----- | ----------------- | ----------------- | ------------------------ | ------------------------------------------------------------------------------ | ----- |
| 1 | Bobby Blaze (en) | 1     | 18 septembre 1993 | 16 jours          | Oakwood (en) (Virginie)  | Il se présente comme étant le vainqueur d'un tournoi ayant eu lieu à Columbus. | [ 1 ] |
| 2 | Chris Candido    | 1     | 4 octobre 1993    | 4 jours           | Jellico (Tennessee)      | Diffusé le 23 octobre.                                                         | ,     |
| 3 | Bobby Blaze      | 2     | 8 octobre 1993    | 1 jour            | Knoxville (Tennessee)    |                                                                                | [ 4 ] |
| 4 | Chris Candido    | 2     | 9 octobre 1993    | 1 jour            | Barbourville (Kentucky)  |                                                                                | [ 5 ] |
| 5 | Bobby Blaze      | 3     | 10 octobre 1993   | 1 mois et 3 jours | Johnson City (Tennessee) |                                                                                | [ 4 ] |
| 6 | Chris Candido    | 3     | 13 novembre 1993  | NC                | Morristown (Tennessee)   |                                                                                | [ 6 ] |
| - | Vacant           | 1     | mars 1994         | NC                | NC                       |                                                                                | [ 7 ] |
| 7 | Al Snow          | 1     | 29 juillet 1994   | moins d’un jour   | Ashland (Kentucky)       | Il se présente comme vainqueur d'un tournoi à Lima.                            | [ 7 ] |
| 8 | Bobby Blaze      | 4     | 29 juillet 1994   | moins d’un jour   | Ashland (Kentucky)       |                                                                                | [ 7 ] |
| - | Abandonné        | -     | 29 juillet 1994   | NC                | Ashland (Kentucky)       |                                                                                | [ 7 ] |